# سرتاب ارنر
سَرتاب ارَنَر (به ترکی استانبولی: Sertab Erener) (متولد ۴ دسامبر ۱۹۶۴ در استانبول) خواننده پاپ ترکی است. بیشتر شهرت وی در اروپا به علت برنده شدن در یوروویژن ۲۰۰۳ به خاطر ترانه «به هر روش که بتوانم» است.